# 2021 QJ98
2021 QJ98 est un objet transneptunien en résonance 1:6 avec Neptune avec un diamètre estimé à environ 203 km.